# GON7
GON7 (англ. GON7, KEOPS complex subunit homolog) – білок, який кодується однойменним геном, розташованим у людей на 14-й хромосомі. Довжина поліпептидного ланцюга білка становить 100 амінокислот, а молекулярна маса — 10 859.
| 10         |  | 20         |  | 30         |  | 40         |  | 50         |
| ---------- |  | ---------- |  | ---------- |  | ---------- |  | ---------- |
| MELLGEYVGQ |  | EGKPQKLRVS |  | CEAPGDGDPF |  | QGLLSGVAQM |  | KDMVTELFDP |
| LVQGEVQHRV |  | AAAPDEDLDG |  | DDEDDAEDEN |  | NIDNRTNFDG |  | PSAKRPKTPS |
|            |  |            |  |            |  |            |  |            |

A: Аланін

C: Цистеїн

D: Аспарагінова кислота

E: Глутамінова кислота

F: Фенілаланін

G: Гліцин

H: Гістидин

I: Ізолейцин

K: Лізин

L: Лейцин

M: Метіонін

N: Аспарагін

P: Пролін

Q: Глутамін

R: Аргінін

S: Серин

T: Треонін

V: Валін

Задіяний у такому біологічному процесі, як ацетилювання. 
Локалізований у ядрі.